# Pau Quesada
Pau Marc Quesada Tormos (* 31. Oktober 1992 in Cullera) ist ein spanischer Fußballtrainer.

## Karriere
Pau Quesada begann seine Fußballtrainerlaufbahn bereits mit 18 Jahren in der Jugend von UD Levante. Von 2015 bis 2018 war er als Coach im Nachwuchs von UD Alzira aktiv, ehe er das Traineramt der ersten Mannschaft übernahm, die zu jener Zeit in der viertklassigen Tercera División vertreten war. In der Saison 2019/20 erreichte er mit seinem Team den zweiten Platz in der Gruppe 6 und qualifizierte sich für das Aufstiegs-Play-off zur Segunda División B, scheiterte dort jedoch mit seiner Mannschaft im Halbfinale. Im Anschluss wechselte er innerhalb der vierten Spielklasse zum FC Elche, wo er das Amt des Cheftrainers der B-Mannschaft (Elche Ilicitano) übernahm. Erneut konnte er das Aufstiegs-Play-off erreichen, bei dem der Elche Ilicitano erst im Endspiel am CF Intercity scheiterte.
Im Sommer 2021 wechselte Pau Quesada in die spanische Landeshauptstadt zu Real Madrid, wo er das Traineramt der U-17 (Juvenil C) übernahm. Zur Saison 2022/23 wechselte er zunächst zur U16 (Cadete A), ehe er im April 2023 Luis García Fernández als Chefcoach von RSC Internacional FC ersetzte. Er erreichte mit seinem Team zwar das Play-off zum Aufstieg in die Segunda Federación, scheiterte dort jedoch im Endspiel an der B-Mannschaft des FC Getafe. RSC Internacional war in jener Spielzeit bereits mit Real Madrid assoziiert und wurde 2023/24 schließlich zur neuen Drittmannschaft des Klubs. In dieser Saison konnte Pau Quesada mit seiner Mannschaft die Gruppe 7 für sich entscheiden und erreichte den Aufstieg in die Segunda Federación, der dritten Spielklasse im spanischen Fußball.
Im Anschluss verließ Pau Quesada Real Madrid und nahm ein Angebot als Assistenztrainer von Paolo Vanoli beim FC Turin in der Serie A an. Die Granata beendeten die Saison 2024/25 auf dem elften Platz.
Im Juni 2025 unterschrieb Pau Quesada für seinen ehemaligen Klub Real Madrid, wo er das Amt des Cheftrainers der Frauenmannschaft übernimmt.